# 1655
| [ Edytuj tabelę ]              | |
| Król Polski                    | - 1648 Jan Kazimierz 1668 |
| Współksiążęta Andory           | - 1655 Joan Manuel de Espinosa 1663 - 1643 Ludwik XIV 1715                                                                          |
| Król Anglii i Szkocji          | - 1653 Oliver Cromwell (jako Lord Protector) 1658                                                                                   |
| Elektor Bawarii                | - 1651 Ferdynand Maria 1679 |
| Elektor Brandenburgii          | - 1640 Fryderyk Wilhelm 1688 |
| Sułtan Brunei                  | - 1625 Muhammad Ali 1660 |
| Cesarz Chin                    | - 1644 Shunzhi 1661 |
| Król Czech                     | - 1637 Ferdynand III Habsburg 1657                                                                                                  |
| Król Danii                     | - 1648 Fryderyk III 1670 |
| Dalajlama                      | - 1617 Lobsang Gjaco 1682 |
| Cesarz Etiopii                 | - 1632 Fasiledes 1667 |
| Król Francji                   | - 1643 Ludwik XIV 1715 |
| Król Hiszpanii                 | - 1621 Filip IV 1665 |
| Landgraf Hesji-Kassel          | - 1637 Wilhelm VI Sprawiedliwy 1663                                                                                                 |
| Stadhouder Holandii            | - 1650 pierwszy okres bez stadhoudera 1672                                                                                          |
| Szach Iranu                    | - 1642 Abbas II 1666 |
| Państwo Wielkich Mogołów       | - 1627 Szahdżahan 1658 |
| Lord Irlandii                  | - 1653 Oliver Cromwell 1658 |
| Cesarz Japonii                 | - 1654 Go-Sai 1663 |
| Kalif                          | - 1648 Mehmed IV 1687 |
| Patriarcha Konstantynopola     | - 1655 Joannik II 1656 |
| Władca Korei                   | - 1649 Hyojong 1659 |
| Książę Kurlandii i Semigalii   | - 1642 Jakub Kettler 1682 |
| Książę Liechtensteinu          | - 1627 Karol Euzebiusz 1684 |
| Książę Monako                  | - 1612 Honoriusz II 1662 |
| Król Nawarry                   | - 1643 Ludwik XIV 1710 |
| Król Norwegii                  | - 1648 Fryderyk III 1670 |
| Sułtan Omanu                   | - 1649 Sultan I ibn Sajf 1688 |
| Elektor Palatynatu             | - 1648 Karol I Ludwik 1680 |
| Papież                         | - 1644 Innocenty X 1655 - 1655 Aleksander VII 1667                                                                                  |
| Książę Parmy i Piacenzy        | - 1646 Ranuccio II 1694 |
| Król Portugalii                | - 1640 Jan IV 1656 |
| Książę w Prusach               | - 1640 Fryderyk Wilhelm Wielki Elektor 1688                                                                                         |
| Car Rosji                      | - 1645 Aleksy I 1676 |
| Cesarz Rzymski (niemiecki)     | - 1637 Ferdynand III Habsburg 1657                                                                                                  |
| Kapitanowie Regenci San Marino | - 1654 Carlo Tosini Paolo Antonio Onofri 1655 - 1655 Carlo Loli Sforza Cionini 1655 - 1655 Ottavio Giannini Bartolomeo Ceccoli 1656 |
| Elektor Saksonii               | - 1611 Jan Jerzy I Wettyn 1656 |
| Król Szwecji                   | - 1654 Karol X Gustaw 1660 |
| Król Tajlandii                 | - 1630 Prasat Thong 1655 - 1655 Chao Fa Chai 1655 - 1655 Si Suthammaracha 1655                                                      |
| Sułtan Turków                  | - 1648 Mehmed IV 1687 |
| Doża Wenecji                   | - 1646 Francesco Molino 1655 - 1655 Carlo Contarini 1656                                                                            |
| Król Węgier                    | - 1655 Leopold I 1705 |
| Książęta Wirtembergii          | - 1628 Eberhard III 1674 |

Rok 1655 / MDCLV
stulecia: XVI wiek ~
XVII wiek ~
XVIII wiek

lata: 1645 «
1650 «
1651 «
1652 «
1653 «
1654 «
1655
» 1656
» 1657
» 1658
» 1659
» 1660
» 1665

## Wydarzenia w Polsce
- 2 stycznia – Stefan Czarniecki został hetmanem polnym koronnym.
- 29 stycznia-1 lutego – wojna polsko-rosyjska: armia polsko-tatarska pokonała wojska rosyjskie w bitwie pod Ochmatowem.
- 4 kwietnia – pożar zniszczył doszczętnie Górowo Iławeckie.
- 3 lipca – wojna polsko-rosyjska: mające ogromną przewagę armie rosyjskie podjęły ofensywę w Wielkim Księstwie Litewskim. Rosjanie zajęli Mińsk i spalili miasto.
- 19 lipca – potop szwedzki: wojska szwedzkie wkroczyły na teren Polski.
- 24 lipca – potop szwedzki: rozpoczęła się bitwa pod Ujściem.
- 25 lipca – potop szwedzki: kapitulacja pod Ujściem pospolitego ruszenia szlachty z Wielkopolski przed wojskami szwedzkimi Karola Gustawa. Początek potopu szwedzkiego.
- 4 sierpnia - z rąk Szwedów zginął biskup Jan Branecki, ponieważ nie wyraził zgody na odprawienie protestanckiego nabożeństwa w katedrze w Poznaniu[1].
- 8 sierpnia – wojna polsko-rosyjska: Rosjanie zajęli Wilno – pierwszy raz w historii miasto dostało się pod obce panowanie. Rzeź mieszkańców trwała trzy dni, a miasto płonęło przez 17 dni.
- 18 sierpnia – potop szwedzki: Janusz Radziwiłł i Bogusław Radziwiłł poddali Wielkie Księstwo Litewskie królowi szwedzkiemu Karolowi X Gustawowi.
- 2 września – potop szwedzki: zwycięstwo Szwedów w bitwie pod Sobotą.
- 8 września – potop szwedzki: Szwedzi zajęli Warszawę.
- 11 września – potop szwedzki: potyczka wojsk szwedzkich i polskich pod Opocznem
- 16 września – potop szwedzki: Szwedzi pokonali armię polską pod Żarnowem, co umożliwiło im zajęcie Małopolski.
- 19 września – do Krakowa przybył Jan Kazimierz w towarzystwie kilku tysięcy żołnierzy oraz pospolitego ruszenia.
- 20 września
  - rada senatu, na której król i senatorowie zapewnili się o wytrwałości wobec niebezpieczeństw. Początkowo król polski Jan Kazimierz myślał o pozostaniu w mieście i obronie Krakowa, jednak pomysł ten wyperswadowali mu senatorowie.
  - potop szwedzki: rozpoczęła się bitwa pod Nowym Dworem.
- 24 września – nocą Jan Kazimierz opuścił Kraków, powierzając obronę miasta Stefanowi Czarnieckiemu. Marszałek wielki koronny Jerzy Lubomirski wywiózł insygnia koronacyjne i inne klejnoty Skarbca Koronnego do zamku w Lubowli na Spiszu.
- 25 września – potop szwedzki: wojska szwedzkie zajęły przedmieścia oraz Kazimierz i rozpoczęły oblężenie Krakowa.
- 29 września – wojna polsko-rosyjska: Rosjanie i Kozacy odnieśli zwycięstwo w bitwie pod Gródkiem Jagiellońskim.
- 29 września - wojna polsko-rosyjska: Bitwa pod Perebrodami (Bitwa pod Stolinem), w której Dymitr Wołkoński rozbił wojska polskie i następnie spalił Stolin
- 30 września – potop szwedzki: zwycięstwo Szwedów w bitwie pod Nowym Dworem.
- 3 października – potop szwedzki: zwycięstwo Szwedów w bitwie pod Wojniczem.
- 4 października – II wojna północna: siły polskie pod dowództwem Krzysztofa Żegockiego zdobyły Kościan.
- 13 października – potop szwedzki: decyzja o kapitulacji Krakowa i zakończenie oblężenia.
- 17 października – potop szwedzki: formalna kapitulacja Krakowa.
- 19 października – potop szwedzki: wymarsz wojsk polskich z Krakowa; po południu król Karol Gustaw wjechał do zdobytego miasta.
- 20 października – Kiejdany: książę Janusz Radziwiłł zerwał unię Litwy z Koroną i podpisał pakt wiążący Wielkie Księstwo Litewskie ze Szwecją, za co król szwedzki zobowiązywał się odzyskać dla Litwy ziemie stracone przez nią w wojnie z Rosją (układ w Kiejdanach).
- 25 października – wojna polsko-rosyjska: rozpoczęło się oblężenie Lwowa.
- 8 listopada
  - potop szwedzki: wojska szwedzkie po raz pierwszy próbowały zająć klasztor na Jasnej Górze.
  - wojna polsko-rosyjska: wojska rosyjsko-kozackie po otrzymaniu okupu zakończyły oblężenie Lwowa.
- 10-12 listopada – wojna polsko-rosyjska: bitwa pod Jezierną.
- 12 listopada – potop szwedzki: zawarto układ w Ryńsku.
- 18 listopada – potop szwedzki: początek oblężenia twierdzy na Jasnej Górze.
- 20 listopada – po przegranej bitwie pod Jezierną Bohdan Chmielnicki został zmuszony do podpisania traktatu, zobowiązującego go do udzielenia pomocy Rzeczypospolitej i do zerwania ugody z Rosją.
- 30 listopada – król Polski Jan Kazimierz wydał uniwersał opolski wzywający naród do oporu przeciwko Szwedom.
- 2 grudnia – potop szwedzki: kapitulacja Torunia.
- 7 grudnia – potop szwedzki: chorągiew pułkownika Gabriela Wojniłłowicza odbiła Krosno.
- 18 grudnia – Jan II Kazimierz powrócił wraz z wiernymi sobie oddziałami do Polski z austriackiego Śląska.
- 20 grudnia – oblężenie Jasnej Góry: obrońcy pod wodzą Stefana Zamojskiego dokonali brawurowego wypadu z twierdzy, podczas którego zagwoździli dwa szwedzkie działa i wybili kopiących tunel olkuskich górników.
- 22 grudnia – potop szwedzki: wojska szwedzkie zdobyły Elbląg.
- 26 grudnia – potop szwedzki: zakończyła się obrona Jasnej Góry.
- 27 grudnia – potop szwedzki: wojska szwedzkie odstąpiły od oblężenia klasztoru na Jasnej Górze.
- 29 grudnia – Tyszowce: polska szlachta zawiązała konfederację tyszowiecką, skierowaną przeciw Szwedom w obronie króla Jana Kazimierza.
- 31 grudnia – w oblężonym przez wojska polskie zamku w Tykocinie zmarł Janusz Radziwiłł.

## Wydarzenia na świecie
- 5 stycznia – Go-Sai wstąpił na tron Japonii jako 111 cesarz.
- 25 marca – Christiaan Huygens, holenderski matematyk, fizyk oraz astronom, odkrył największy księżyc Saturna, który nazwano Tytan.
- 4 kwietnia – w bitwie pod Porto Farina angielska eskadra pod wodzą admirała Roberta Blake’a pokonała berberyjskich piratów.
- 7 kwietnia – Fabio Chigi został wybrany papieżem; przyjął imię Aleksander VII.
- 26 kwietnia – Holenderska Kompania Zachodnioindyjska odmówiła ostatniemu gubernatorowi Nowej Holandii (Manhattan) Peterowi Stuyvesant prawa do wykonywania kary śmierci na Żydach.
- 28 kwietnia – admirał Robert Blake poważnie osłabił Beja Tunisu niszcząc nabrzeżny arsenał i 9 algierskich okrętów. Pierwszy przypadek, kiedy okrętom wojennym udało się zniszczyć naziemne baterie bez konieczności wysadzania desantu.
- 10 maja – Anglicy rozpoczęli inwazję na hiszpańską Jamajkę, zajmując ją następnego dnia.
- 11 maja – admirał William Penn zajął Jamajkę. Wyspa przeszła z rąk hiszpańskich pod władanie Wielkiej Brytanii.
- 21 czerwca – VI wojna wenecko-turecka: zwycięstwo floty weneckiej w bitwie w Cieśninie Dardanelskiej.
- 27 lipca
  - Żydzi z Nowego Amsterdamu wnieśli petycję do władz miejskich o otwarcie osobnego cmentarza żydowskiego.
  - Niderlandy i Brandenburgia podpisały porozumienie pokojowe.
- 14 października – założono uniwersytet w Duisburgu.
- 7 listopada – ukazał się pierwszy numer „London Gazette”, najstarszego dziennika w Wielkiej Brytanii.

## Urodzili się
- 1 stycznia – Christian Thomasius, niemiecki filozof (zm. 1728)
- 6 stycznia – Eleonora Magdalena von Pfalz-Neuburg, księżniczka palatyńska, cesarzowa rzymsko-niemiecka, królowa Czech i Węgier (zm. 1720)
- 13 stycznia – Bernard de Montfaucon, benedyktyński mnich i francuski uczony, paleograf (zm. 1741)
- 21 stycznia – Antonio Molinari, malarz i grafik wenecki (zm. 1704)
- 4 maja – Bartolomeo Cristofori, włoski muzyk i twórca instrumentów muzycznych (zm. 1731)
- 13 maja – Papież Innocenty XIII (zm. 1724)
- 4 czerwca – Tomasz z Cori, włoski franciszkanin, święty katolicki (zm. 1729)
- 29 lipca – Fulvio Astalli, włoski kardynał (zm. 1721)
- 13 sierpnia – Johann Christoph Denner, niemiecki konstruktor instrumentów dętych, wynalazca klarnetu (zm. 1707)
- 10 września – Caspar Bartholin młodszy, duński anatom (zm. 1738)
- 29 września – Ferdinand Franz von Auersperg, książę ziębicki (zm. 1706)
- 7 października – Caspar Castner, niemiecki jezuita, matematyk (zm. 1709)
- 24 listopada – Karol XI, król Szwecji (zm. 1697)

- data dzienna nieznana: 
  - Zumbi, przywódca Quilombo dos Palmares, państwa zbiegłych niewolników w Brazylii (zm. 1695)

## Zmarli
- 1 stycznia – Jan Chryzostom Zamoyski, polski duchowny katolicki, biskup przemyski
- 7 stycznia – Innocenty X, włoski duchowny katolicki, od 1644 papież (ur. 1574)
- 9 maja – Karol Ferdynand Waza, biskup (ur. 1613)
- 7 grudnia – Krzysztof Opaliński, pisarz i polityk (ur. 1609)
- 31 grudnia – Janusz Radziwiłł, hetman wielki litewski, główny stronnik Szwedów na Litwie (ur. 1612)

- data dzienna nieznana: 
  - Hiacynt Przetocki SI, polski jezuita i poeta (ur. ok. 1599)
  - Herman van Swanevelt, holenderski malarz, rysownik i akwaforcista barokowy (ur. ok. 1603)

## Święta ruchome
- Tłusty czwartek: 4 lutego
- Ostatki: 9 lutego
- Popielec: 10 lutego
- Niedziela Palmowa: 21 marca
- Wielki Czwartek: 25 marca
- Wielki Piątek: 26 marca
- Wielka Sobota: 27 marca
- Wielkanoc: 28 marca
- Poniedziałek Wielkanocny: 29 marca
- Wniebowstąpienie Pańskie: 6 maja
- Zesłanie Ducha Świętego: 16 maja
- Boże Ciało: 27 maja